# Коваленко, Дмитрий Анатольевич (генерал)
Дмитрий Анатольевич Коваленко (21 сентября 1896 года, с. Алчевское, Славяносербский уезд, Екатеринославская губерния — 13 января 1991 года, Днепропетровск) — советский военачальник, генерал-майор (20 декабря 1943).

## Начальная биография
Дмитрий Анатольевич Коваленко родился 21 сентября 1896 года в селе Алчевское Славяносербского уезда Екатеринославской губернии.
В период с 1913 по 1914 годы работал модельщиком по дереву на харьковском заводе Гельфирих-Саде. За участие в забастовке был уволен, в связи с чем переехал в Донбасс.

## Военная служба

### Первая мировая и гражданская войны
В апреле 1915 года призван в ряды Русской императорской армии и направлен в запасной понтонный батальон, дислоцированный в Киеве, из которого был переведён 8-й понтонный батальон, после чего принимал участие в боевых действиях. В феврале 1918 года был демобилизован из рядов армии, после чего вернулся на Донбасс, где в связи с оккупацией немецкими войсками находился на подпольной работе, в связи с чем дважды арестовывался и дважды бежал.
В ноябре 1918 года призван в ряды РККА и назначен на должность военкома Васильевской волости (Славяносербский уезд, Екатеринославская губерния). В апреле 1919 года Коваленко сформировал роту, которая была передислоцирована в район Луганска, где она была включена в состав Луганского добровольческого рабочего полка. Вскоре Д. А. Коваленко направлен красноармейцем формировавшегося отдельного Харьковского батальона, который в августе был преобразован в 1-й сводный полк, где назначен на должность для поручений при командире батальона. Вскоре полк был включён в состав 41-й стрелковой дивизии с преобразованием в 361-й стрелковый, где Коваленко в декабре назначен в нём военкомом батальона, однако в этом же месяце в связи с болезнью был назначен на должность заведующего хозяйством санитарного поезда № 501, а затем — на должность военкома парохода имени Чехова в составе Днепровской речной флотилии.

### Межвоенное время
В апреле 1921 года назначен на должность командира батальона в составе 4-го, в августе — на эту же должность в составе 2-го Донецкого полка всевобуча. С апреля 1922 года служил на должностях командира взвода и роты в составе отдельного полка ЧОН, с февраля 1923 года — на должности командира отдельной роты ЧОН, а с марта — на должности командиром отдельного батальона ЧОН Донецкой губернии.
В июне 1923 года Д. А. Коваленко направлен на учёбу на курсы при Высшей повторной школе старшего комсостава в Харькове, после окончания которых с августа 1924 года служил на должностях командира батальона и начальника полковой школы в составе 239-го стрелкового полка (8-я стрелковая дивизия, Украинский военный округ), в июне 1926 года — на должность командира батальона в составе 75-го стрелкового полка (25-я стрелковая дивизия), а в октябре 1926 года переведён на эту же должность в 224-й стрелковый полк в составе 75-й стрелковой дивизии.
В ноябре 1930 года назначен на должность начальника штаба 11-го горнострелкового полка (3-я Туркестанская горнострелковая дивизия, Среднеазиатский военный округ), который после переименования в 14-й Туркестанский Краснознаменный горнострелковый полк с января 1931 года принимал участие в боевых действиях против басмаческих бандформирований под командованием Ибрагим-бека на территории Таджикистана.
3 декабря 1932 года назначен на должность командира 14-го Туркестанского горнострелкового полка, а 5 октября 1935 года — на должность командира 315-го стрелкового полка (105-я стрелковая дивизия, ОКДВА).
20 июня 1938 года полковник Д. А. Коваленко был арестован органами НКВД, после чего находился под следствием в городе Ворошилов, однако 7 июня 1940 года был освобождён из-под ареста, восстановлен в кадрах РККА и в августе того же года направлен в Алма-Атинское стрелково-пулемётное училище, где был назначен на должность руководителя тактики, а в декабре — должность начальника учебного отдела.

### Великая Отечественная война
С началом войны находился на прежней должности.
28 августа 1941 года назначен на должность командира формировавшейся 391-й стрелковой дивизии. К 23 ноября дивизия была передислоцирована в Сталинградскую область, где вошла в состав 61-й резервной армии, а к 6 декабря — в Тамбовскую область, где в составе Особого корпуса занимала оборонительный рубеж в районе Домачи, Каменка, Ханов, Гагарино. В январе 1942 года дивизия была включена в состав 3-й ударной армии (Калининский фронт), после чего во время Демянской наступательной операции принимала участие в боевых действиях в районе города Холм. 8 марта полковник Коваленко был тяжело ранен, после чего лечился в госпитале.
После излечения 12 сентября 1942 года назначен на должность заместителя командира 58-го стрелкового корпуса, который дислоцировался в Иране. В октябре того же года назначен на должность командира 83-й горнострелковой дивизии в составе этого же корпуса, а 11 апреля 1943 года — на должность командира 93-й отдельной стрелковой бригады (Среднеазиатский военный округ), дислоцированной в Красноводске.
В июне 1943 года Коваленко направлен на учёбу на ускоренный курс при Высшей военной академии имени К. Е. Ворошилова, после окончания которого 17 февраля 1944 года назначен на должность командира 6-й запасной стрелковой бригады (Харьковский военный округ), которая в июне была преобразована в 6-ю запасную стрелковую дивизию.

### Послевоенная карьера
После окончания войны находился на прежней должности.
В октябре 1945 года назначен на должность заместителя командира 14-го гвардейского стрелкового корпуса, дислоцированного в Днепропетровске, а в январе 1951 года — на должность начальника военной кафедры Днепропетровского государственного университета.
Генерал-майор Дмитрий Анатольевич Коваленко 8 июля 1953 года вышел в запас. Умер 13 января 1991 года в Днепропетровске.

## Воинские звания
- Полковник (17 февраля 1936 года);
- Генерал-майор (20 декабря 1943 года).

## Награды
- Орден Ленина (30.04.1945);
- Два ордена Красного Знамени (03.11.1944, 20.06.1949)[2];
- Два ордена Отечественной войны I степени (06.11.1947[3], 06.04.1985[4]);
- Медали.